# Saccostomus
Saccostomus is een geslacht van zoogdieren uit de familie Nesomyidae. De wetenschappelijke naam van het geslacht werd in 1846 gepubliceerd door Wilhelm Peters.

## Soorten
Er worden 3 soorten in dit geslacht geplaatst:
- Saccostomus campestris W. Peters, 1846
- Saccostomus mearnsi E. Heller, 1910
- Saccostomus umbriventer G. S. Miller, 1910